# مسیه ۹۶
مسیه ۹۶(به انگلیسی: Messier 96) (یا NGC 3368) یک کهکشان مارپیچی متوسط در فاصله حدود 31 میلیون سال نوری و در صورت فلکی شیر است.که توسط پیر مچاین و در سال ۱۷۸۱ میلادی کشف شده‌است.